# 總成本管理
總成本管理（英語：Total Cost Management，簡稱TCM）一詞是由美國成本工程學會（AACE International）提出，是應用成本工程學相關知識和技術的流程。它也是首個為組合管理，計劃管理以及專案管理所提出的整合程序或方法學。這個概念於1990年由AACE首度提出，並且在2006年出版的總成本管理架構（Total Cost Mannagement Framework）一書中，呈現了完整的作法。

## 概觀
傳統上，專案管理領域是由一個專案的"開案"為起點。最廣為人知的專案管理做法是導入專案管理學會（Project Management Institute）的「專案管理知識體系」（Project Management Body of Knowledge，PMBOK）。然而，PMBOK並沒有對專案開案前會發生哪些事有所論述，比如說，一個專案是如何成形的？對一個企業來說，一個專案在各種作業、維護以及投資選項中基於哪些方式被識別及決定？總成本管理便是提供專案管理的前置作業活動一個藍圖。在總成本管理中，在專案管理開始之前的工作被稱為「策略性資產管理」（strategic asset management）或者更傳統的「組合及計劃管理」（portfolio and program management）。總成本管理的特質就是它整合了一個組織在佈建事業策略時所需採取的步驟：包含監看並關心資產組合中的某個資產項目的運用表現（例如：長期使用資產庫），去完成一個專案並將修改過的或新增的資產加入公司的資產組合中。它也涉及了計畫中多個專案或專案組合的管理。
總成本管理（TCM）被廣泛運用在建築專案期間需大規模投資在固定資產的公司（例如：石油及天然氣、化學、製藥、電力... 等）。然而，這流程也適用於一般產業，而已經被廣泛的應用在資訊科技、軟體及其他公司。

## 總成本管理架構
在2006年時，AACE出版了"Total Cost Management Framework- An Integrated Methodology for Portfolio, Program and Project Management"。在這個測試與驗證過的方法學中，資產組合在專案組合的使用中被最佳化，運用專案管理為發佈系統，用來支援並加強大型的、策略的或運轉的計畫以支援組織中的事業及策略目標。
總成本管理架構（TCMF）可在完成註冊登入AACE的官方網站後，無償下載運用。
我們所需人員的成本取決於所有管理系統中的間接人事因素，像是以下圖示：ESNPE：E=Environment life；S=Society grow find work；N=Nitrated circle；P=performance of knowledge；E=Earn money。